# Длиннощупальцевый спрут
Длиннощупальцевый спрут (лат. Callistoctopus macropus) — вид головоногих моллюсков, обитающий в Средиземном море.

## Описание
Длина мантии составляет 15 см, длина тела с щупальцами — 1 м. Вес составляет около 400 г. Тело осьминога окрашено в яркий красный цвет с белыми флуоресцентными пятнами.

## Образ жизни
Активен ночью. Питается двустворчатыми моллюсками, ракообразными, рыбой и другими осьминогами.

## Размножение
Репродуктивная биология изучена плохо. Размножение происходит с весны до конца лета. Самка откладывает несколько сотен яиц. Во время инкубационного периода самка не покидает кладку и погибает от истощения вскоре после вылупления детёнышей. Длина вылупившихся детёнышей составляет 4 мм, они полностью сформированы как взрослые животные.